# Старосветские помещики
«Старосве́тские поме́щики» (рус. дореф. «Старосвѣтскіе помѣщики») — первая повесть Николая Васильевича Гоголя из цикла «Миргород», написанная в 1835 году.

## Герои повести
- Афанасий Иванович Товстогуб
- Пульхерия Ивановна Товстогубиха — его жена

также упоминаются:
- Любимая кошка Пульхерии Ивановны
- Явдоха — ключница
- Ничипор — приказчик
- дворовые девки
- комнатный мальчик
- кучер

## Сюжет
Афанасий Иванович был высок, ходил всегда в бараньем тулупчике и практически всегда улыбался. Пульхерия Ивановна почти никогда не смеялась, но «на лице и в глазах её было написано столько доброты, столько готовности угостить вас всем, что было у них лучшего, что вы, верно, нашли бы улыбку уже чересчур приторною для её доброго лица». Афанасий Иванович и Пульхерия Ивановна живут уединённо в одной из отдалённых деревень, называемых в Малороссии старосветскими. Жизнь их так тиха, что гостю, заехавшему ненароком в низенький барский домик, утопающий в зелени сада, страсти и тревожные волнения внешнего мира покажутся не существующими вовсе. Маленькие комнаты домика заставлены всевозможными вещицами, двери поют на разные лады, кладовые заполнены припасами, приготовлением которых беспрестанно заняты дворовые под управлением Пульхерии Ивановны. Несмотря на то, что хозяйство обкрадывается приказчиком и лакеями, благословенная земля производит всего в таком количестве, что Афанасий Иванович и Пульхерия Ивановна совсем не замечают хищений.
Старики никогда не имели детей, и вся привязанность их сосредоточилась на них же самих. Нельзя глядеть без участия на их взаимную любовь, когда с необыкновенной заботой в голосе обращаются они друг к другу на «вы», предупреждая каждое желание и даже ещё не сказанное ласковое слово. Они любят угощать — и если бы не особенные свойства малороссийского воздуха, помогающего пищеварению, то гость, без сомнения, после обеда оказался бы вместо постели лежащим на столе. Любят старики покушать и сами — и с самого раннего утра до позднего вечера можно слышать, как Пульхерия Ивановна угадывает желания своего мужа, ласковым голосом предлагая то одно, то другое кушанье.
Печальное событие изменяет навсегда жизнь этого мирного уголка. Любимая кошечка Пульхерии Ивановны, обычно лежавшая у её ног, пропадает в большом лесу за садом, куда её сманивают дикие коты. Через три дня, сбившись с ног в поисках кошечки, Пульхерия Ивановна встречает в огороде свою любимицу, вышедшую с жалким мяуканьем из бурьяна. Пульхерия Ивановна кормит одичавшую и худую беглянку, хочет её погладить, но неблагодарное создание бросается в окно и исчезает навсегда. С этого дня старушка становится задумчива, скучна и объявляет вдруг Афанасию Ивановичу, что это смерть за ней приходила и им уже скоро суждено встретиться на том свете.
Пульхерия Ивановна умирает. На похоронах Афанасий Иванович выглядит странно, будто не понимает всей дикости происшедшего. Когда же возвращается в дом свой и видит, как стало пусто в его комнате, он рыдает сильно и неутешно, и слёзы, как река, льются из его тусклых очей.
Пять лет проходит с того времени. Дом ветшает без своей хозяйки, Афанасий Иванович слабеет и вдвое согнут против прежнего. Но тоска его не ослабевает со временем. Во всех предметах, окружающих его, он видит покойницу, силится выговорить её имя, но на половине слова судороги искривляют его лицо, и плач дитяти вырывается из уже охладевающего сердца.
Странно, но обстоятельства смерти Афанасия Ивановича имеют сходство с кончиной его любимой супруги. Когда он медленно идёт по дорожке сада, вдруг слышит, как кто-то позади произносит явственным голосом: «Афанасий Иванович!». На минуту его лицо оживляется, и он говорит: «Это Пульхерия Ивановна зовёт меня!». Этому своему убеждению он покоряется с волей послушного ребёнка. «Положите меня возле Пульхерии Ивановны» — вот всё, что произносит он перед своею кончиною. Желание его исполнили. Барский домик опустел, добро растаскано мужиками и окончательно пущено по ветру приехавшим дальним родственником-наследником.

## Экранизации
| Год  | Страна | Название                 | Режиссёр           | Афанасий Иванович | Пульхерия Ивановна | Примечание |
| ---- | ------ | ------------------------ | ------------------ | ----------------- | ------------------ | --- |
| 1983 | СССР   | Миргород и его обитатели | Михаил Ильенко     | Фёдор Шмаков      | Роза Макагонова    | В фильме использованы произведения Гоголя «Старосветские помещики», «Повесть о том, как поссорился Иван Иванович с Иваном Никифоровичем», «Иван Фёдорович Шпонька и его тётушка» |
| 2008 | Россия | Марево                   | Константин Худяков | Олег Басилашвили  | Алиса Фрейндлих    | В фильме использованы произведения Гоголя «Старосветские помещики», «Повесть о том, как поссорился Иван Иванович с Иваном Никифоровичем»                                         |

## Театральные постановки
- Театр Юного Зрителя имени Брянцева, режиссёр Г. Васильев, в ролях Б. Ивушин, В. Дьяченко, И. Соколова[1]
- Московский художественный театр им. А. П. Чехова, режиссёр Миндаугас Карбаускис, в ролях Александр Семчев, Полина Медведева, Юлия Полынская[2]
- Омский государственный камерный театр «Пятый театр», режиссёр Марина Глуховская, премьера 29 мая 1999 год (спектакль номинирован на премию «Золотая маска»)[3]
- Центр драматургии и режиссуры, режиссёр Татьяна Тарасова ( спектакль лауреат Гран-при фестиваля "Живые лица"[4], лауреат гран-при международного фестиваля имени Данаила Чирпански)[5]
- «Старосветская любовь» Н. В. Коляды по Н. В. Гоголю (частная антреприза, 1999), реж. Валерий Фокин, в ролях: Лия Ахеджакова, Богдан Ступка.

## Оценки
Повесть Гоголя нередко сравнивается с более поздним произведением грузинского писателя Ильи Чавчавадзе «Человек ли он?!» (1863): в обоих произведениях «читатель знакомится с супружескими парами, бездетными, престарелыми, находящимися в конце жизненного пути. Содержание их жизни чрезвычайно неразнообразно — они заботятся о том, что будет составлять их ближайшая трапеза».